# Das Haus der sieben Sünden
Das Haus der sieben Sünden (Originaltitel: Seven Sinners) ist ein US-amerikanischer Liebesfilm von Regisseur Tay Garnett aus dem Jahre 1940. Die Hauptrollen in dieser Produktion der Universal Pictures spielten Marlene Dietrich und John Wayne. Premiere hatte der Film am 25. Oktober 1940. In Deutschland kam er erstmals am 8. Juli 1949 in die Kinos.

## Handlung
Bijou ist eine Sängerin, die in einer Bar auf einer Südseeinsel ihrer Arbeit nachgeht. Die Männer sind ihr verfallen und geraten oft in Streit. Daher wird sie immer wieder von den Inseln verwiesen. Auch jetzt soll sie mit dem nächsten Dampfer die Insel, auf der sie gerade arbeitet, verlassen. Sie soll dabei ihre Freunde mitnehmen, Little Ned, einen desertierten Navy-Matrosen, und Sasha, einen kleptomanischen Magier.
Auf dem Dampfer lernt sie den Schiffsarzt Dr. Martin kennen, der ebenso wie sie ein Ausgestoßener ist. Bijou erfährt, dass auf der Insel, die der Dampfer als Nächstes anfährt, ein neuer Gouverneur im Amt ist. Sie, Sasha und Little Ned verlassen dort das Schiff. Dabei begegnet sie dem Navyoffizier Leutnant Brent. Sie beschließt, Tony, den Besitzer der Bar „Haus der sieben Sünden“, zu fragen, ob er sie wieder als Sängerin einstellen würde. Antro, ein gefährlicher Messerwerfer, bringt Tony dazu, sie wieder einzustellen.
Bijou und Brent verlieben sich ineinander, was Antro eifersüchtig macht. Ihre Beziehung zueinander stößt auf Ablehnung in der Navy. Als die beiden heiraten wollen, zeigen Ned und der Gouverneur Bijou auf, welche negativen Folgen das für die Offizierskarriere ihres Bräutigams haben wird. Bijou entscheidet sich, Brent zu verlassen. Am Vorabend ihrer Abreise kommt es zwischen dem eifersüchtigen Antro und Brent zu einem Kampf, für den Brent dann unter Arrest gestellt wird. Als Bijou am nächsten Morgen den Dampfer, mit dem sie angekommen ist, betritt, wird sie erfreut von ihrem Freund Dr. Martin begrüßt.

## Kritiken
Das Lexikon des internationalen Films über den Film: „Ein ganz auf Marlene Dietrich zugeschnittenes Melodram mit komischen Akzenten und einigen handfesten Actionelementen. Inszenatorisch eher flach, bietet der Film insgesamt aber doch solide Unterhaltung aus der Traumfabrik.“
Die Zeitschrift Prisma urteilte, „Regisseur Tay Garnett inszenierte mit ‘Das Haus der sieben Sünden’ eine Schnulze par excellene. Doch Garnett, nicht nur Meister der kleinen Budgets, schafft es routiniert, aus dem Seelenkleister einen wunderschönen und in sich stimmigen Film zu machen. In dem Klassiker aus der Blütezeit des Hollywood-Kinos liefern sich John Wayne und Marlene Dietrich einen umwerfenden Schlagabtausch.“

## Hintergrund
Das Budget des Films lag bei ca. 760.000 US-Dollar.
Marlene Dietrich sang in diesem Film folgende Songs: I've Been in Love Before und The Man's in the Navy (Melodien: Friedrich Hollaender, Texte: Frank Loesser) sowie I Can’t Give You Anything but Love (Melodie: Jimmy McHugh, Text: Dorothy Fields)
Dietrich und Wayne standen hier erstmals zusammen vor der Kamera. Sie machten noch zwei weitere Filme zusammen. Für die Britin Anna Lee war es die erste Rolle in einer Hollywood-Produktion.
Unter dem Titel South Sea Sinner (dt.: Südsee-Vagabunden) drehte H. Bruce Humberstone 1950 ein Remake mit Shelley Winters in der Hauptrolle.